# Thinobius crinifer
Thinobius crinifer är en skalbaggsart som beskrevs av Ales Smetana 1959. Thinobius crinifer ingår i släktet Thinobius, och familjen kortvingar. Enligt den finländska rödlistan är arten nära hotad i Finland. Arten är reproducerande i Sverige. Artens livsmiljö är sandstränder vid sötvatten.